# Bojan Mališić
Bojan Mališić, cyr. Бojaн Maлишић (ur. 14 stycznia 1985 w Kragujevacu, Jugosławia) – serbski piłkarz, grający na pozycji prawego obrońcy.

## Kariera piłkarska

### Kariera klubowa
W 2002 rozpoczął karierę piłkarską w miejscowym klubie FK Radnički 1923 Kragujevac, w którym rozegrał 112 spotkań ligowych. W 2007 przeszedł do FK Rad. Po trzech sezonach przeniósł się do FK Javor Ivanjica. W styczniu 2011 wyjechał do Uzbekistanu, gdzie został piłkarzem Nasafa Karszy. 4 lipca 2012 podpisał kontrakt z Howerłą Użhorod. Po zakończeniu sezonu 2012/13 opuścił zakarpacki klub.

## Sukcesy i odznaczenia

### Sukcesy klubowe
- zdobywca Pucharu AFC: 2011
- wicemistrz Uzbekistanu: 2011
- finalista Pucharu Uzbekistanu: 2011